# Kanibalizam
Kanibalizam je konzumacija mesa pripadnika iste vrste, kao kod bogomoljke ili pauka (životinjski kanibalizam). 
Kod ljudi se kanibalizam javljao na mnogim mjestima na Zemlji, ali nijedan narod nije živio isključivo od toga. Postoji endokanibalizam i egzokanibalizam, a razlog mu je obično vjerske prirode, vezan uz vjerovanje u preuzimanje svojstava, kao što su hrabrost i snaga ubijenog neprijatelja kod Asteka, Acaxeeja, Papuanaca, Dajaka i Kariba (Kaniba), po kojima je kanibalizam i dobio ime. 
- Endokanibalizam se odnosi na konzumaciju ljudskog mesa unutar jedne etničke zajednice, tako su Maxubi prema Fawcettu bili endokanibali ili Yanomami, koji bi spalili leš i usitnili ostatke, koje bi rodbina ispila u piću.
- Egzokanibalizam je najčešći i javlja se često kod stalno naseljenih ratara i gotovo isključivo je vezan uz lov na glave.

## Kanibalizam kod životinja, popis vrsta:
1. Acestrorhynchus lacustris
2. Agkistrodon piscivorus
3. Albatrossia pectoralis
4. Alcimus setifemoratus
5. Andrenosoma bayardi
6. Anilius scytale
7. Asilus crabroniformis
8. Astochia virgatipes
9. Atheresthes stomias
10. Camponotus pennsylvanicus
11. Cerdistus vittipes
12. Champsodon snyderi
13. Coluber constrictor
14. Comantella fallei
15. Cophinopoda chinensis
16. Cynoscion guatucupa
17. Cynoscion regalis
18. Cyrtopogon michnoi
19. Cyrtopogon willistoni
20. Dasophrys androclea
21. Dasypogon diadema
22. Dioctria rufipes
23. Diogmites angustipennis
24. Diogmites missouriensis
25. Diogmites salutans
26. Doryteuthis sanpaulensis
27. Dysmachus bilobus
28. Dysmachus trigonus
29. Echthistus rufinervis
30. Efferia kondratieffi
31. Elops lacerta
32. Enteroctopus dofleini
33. Eremisca subarenosa
34. Ethmalosa fimbriata
35. Eutolmus immaculatus
36. Eutolmus rufibarbis
37. Eutolmus sedakoffii
38. Gadus macrocephalus
39. Gadus morhua
40. Gadus ogac
41. Galeocerdo cuvier
42. Gobius niger
43. Grammoplites suppositus
44. Gymnodraco acuticeps
45. Harpadon nehereus
46. Hydrocynus forskahlii
47. Illex argentinus
48. Illex coindetii
49. Lanius excubitor
50. Laphystia erberi
51. Lasiopogon cinctus
52. Lasiopogon montanus
53. Lasiopogon polensis
54. Lasiopogon quadrivittatus
55. Lateolabrax latus
56. Leptodactylus ocellatus
57. Lichia amia
58. Lithobates catesbeianus
59. Loligo forbesii
60. Lophius americanus
61. Machimus callidus
62. Machimus rusticus
63. Macrodon ancylodon
64. Macruronus novaezelandiae
65. Malacocottus zonurus
66. Megaphorus frustra
67. Megaphorus willistoni
68. Merluccius bilinearis
69. Merluccius gayi peruanus
70. Metacarcinus magister
71. Micropogonias furnieri
72. Myoxocephalus brandtii
73. Neoitamus angusticornis
74. Neoitamus bulbus
75. Neoitamus cyanurus
76. Neolophonotus expandocolis
77. Neolophonotus satanus
78. Neomysis americana
79. Nephrops norvegicus
80. Nephtys fluviatilis
81. Notorynchus cepedianus
82. Octopus bimaculatus
83. Ommatius mackayi
84. Paralichthys orbignyanus
85. Pherecardia striata
86. Philodryas patagoniensis
87. Philonicus albiceps
88. Physiculus japonicus
89. Pleoticus muelleri
90. Pleuragramma antarctica
91. Portunus pelagicus
92. Procotyla fluviatilis
93. Proctacanthus micans
94. Proctacanthus milbertii
95. Proctacanthus philadelphicus
96. Promachus bastardii
97. Promachus canus
98. Promachus fasciatus
99. Promachus fitchii
100. Promachus yesonicus
101. Rana cascadae
102. Rana luteiventris
103. Rana pretiosa
104. Romaleon polyodon
105. Saropogon pittoproctus
106. Scleropogon coyote
107. Scleropogon neglectus
108. Scylla serrata
109. Sepia australis
110. Stenopogon avus
111. Stenopogon callosus
112. Stenopogon engelhardti
113. Stenopogon heteroneurus
114. Stenopogon inquinatus
115. Stenopogon macilentus
116. Stenopogon marikovskii
117. Stenopogon piceus
118. Stenopogon porcus
119. Stenopogon sabaudus
120. Stenopogon sciron
121. Tenodera aridifolia
122. Theragra chalcogramma
123. Todarodes sagittatus
124. Trematomus newnesi
125. Trichiurus lepturus
126. Trichiurus margarites
127. Trichomachimus paludicola
128. Urophycis tenuis
129. Varanus gouldii

izvori za vrste